# Letlhakeng
Letlhakeng è un villaggio del Botswana situato nel distretto di Kweneng, sottodistretto di Kweneng West. Il villaggio, secondo il censimento del 2011, conta 7.229 abitanti.

## Località
Nel territorio del villaggio sono presenti le seguenti 75 località:
- Basimane di 15 abitanti,
- Bojale di 11 abitanti,
- Borabane/Morebane di 20 abitanti,
- Botlhoko di 27 abitanti,
- Dikalanyane di 60 abitanti,
- Dikgatlhong di 9 abitanti,
- Dikgonnyane di 94 abitanti,
- Dilepe,
- Dinku di 12 abitanti,
- Diphepheng di 5 abitanti,
- Ditladi di 30 abitanti,
- Ditlou di 4 abitanti,
- Ditshukudu,
- Gabosigwane,
- Gamakaba di 5 abitanti,
- Gamodingwana di 9 abitanti,
- Gamogonodiwa di 47 abitanti,
- Gantsweng di 22 abitanti,
- Gatalamokwena di 9 abitanti,
- Gathibedi di 75 abitanti,
- Gatshepe di 72 abitanti,
- Gopo/Bolote di 14 abitanti,
- Kabaneng di 20 abitanti,
- Kgesakwe di 64 abitanti,
- Kojwe di 72 abitanti,
- Kokojane,
- Kubutona di 51 abitanti,
- Legojanalabasarwa di 21 abitanti,
- Letlhakolane di 32 abitanti,
- Maanege di 153 abitanti,
- Magagale di 12 abitanti,
- Mahupu / Tsodiarona di 29 abitanti,
- Makgarapane di 8 abitanti,
- Maothate di 327 abitanti,
- Mapharangwane di 162 abitanti,
- Marejwane,
- Mathubatsela di 87 abitanti,
- Matlagatse Cattlepost di 144 abitanti,
- Matlotla a Moipisi di 13 abitanti,
- Matshajwe di 16 abitanti,
- Matswi di 57 abitanti,
- Mmadiaketso di 51 abitanti,
- Mmamagano di 124 abitanti,
- Mmamarumo di 9 abitanti,
- Mmamoetane di 37 abitanti,
- Mmone,
- Mmusi di 19 abitanti,
- Mokolokwe di 2 abitanti,
- Mooke,
- Morabane di 287 abitanti,
- Moruswane di 16 abitanti,
- Mosome,
- Motitswe di 17 abitanti,
- Motsholadijo/Sekwatla di 2 abitanti,
- Munwane,
- Nakalatshukudu di 11 abitanti,
- Ngana-la-Ditholo di 1 abitante,
- Nkgagane di 4 abitanti,
- Ntsu di 8 abitanti,
- Pelotshetlha di 13 abitanti,
- Phunyakgetsi di 1 abitante,
- Poloka di 21 abitanti,
- Rabaitaodi di 7 abitanti,
- Raphuti di 10 abitanti,
- Rasefifi di 4 abitanti,
- Sebatalegare di 18 abitanti,
- Segootsane di 19 abitanti,
- Sehutshane di 9 abitanti,
- Sekhozana di 37 abitanti,
- Selete di 57 abitanti,
- Sinoge di 1 abitante,
- Tlantlape di 14 abitanti,
- Tshomole di 7 abitanti,
- Tsonye di 15 abitanti,
- Tswaiweng di 13 abitanti